# Liste der Einkaufszentren mit den grössten Verkaufsflächen der Schweiz
In dieser Liste werden die Einkaufszentren der Schweiz mit den grössten Verkaufsflächen aufgezählt. Das Shoppi Tivoli in Spreitenbach ist mit einer Verkaufsfläche von 78'376 Quadratmetern das grösste Einkaufszentrum der Schweiz. In dieser Liste werden keine Airport- und Bahnhofseinkaufszentren aufgezählt. Die Liste ist möglicherweise nicht vollständig.

## Grösste Einkaufszentren nach Verkaufsfläche
| Rang | Name                      | Verkaufsfläche in m² | Fertigstellung | Stadt        | Kt. | |
| ---- | ------------------------- | -------------------- | -------------- | ------------ | --- | --- |
| 1    | Shoppi Tivoli             | 78'376               | 1970           | Spreitenbach | AG  | Einkaufszentrum mit der grössten Verkaufsfläche der Schweiz |
| 2    | Mall of Switzerland       | 65'000               | 2017           | Ebikon       | LU  | In der Mall befindet sich die schweizweit grösste IMAX-Kinoleinwand. |
| 3    | Balexert                  | 50'646               | 1971           | Genf         | GE  | - |
| 4    | Shoppyland Schönbühl      | 48'818               | 1975           | Schönbühl    | BE  | - |
| 5    | Avry Centre               | 44'000               | 1973           | Avry         | FR  | Insgesamt bietet der Avry-Centre Komplex über 700 Arbeitsplätze. |
| 6    | Glattzentrum              | 43'387               | 1975           | Wallisellen  | ZH  | Bis heute das umsatzreichste Einkaufszentrum in der Schweiz. |
| 7    | Sihlcity                  | 42'466               | 2007           | Wiedikon     | ZH  | Sihlcity umfasst rund 100'000 m² Fläche mit Angeboten wie Verkaufsläden, Gastronomiebetrieben, Multiplexkino, Kulturhaus, Fitnesscenter, Ärztezentrum, Hotel, Bibliothek, Kinderparadies, Lieferservice, Kapelle mit Seelsorgeangebot und Wohnungen. |
| 8    | Emmen Center              | 41'500               | 1975           | Emmen        | LU  | Das Emmen Center wurde um eine dritte Etage erweitert und erhielt ein Glasdach. Mit dieser zusätzlichen Etage kamen ca. 6‘000 m² Ladenfläche hinzu.                                                                                                  |
| 9    | Centro Lugano Sud         | 40'591               | 1991           | Lugano       | TI  | Ist eines der bekanntesten und am meisten besuchten Einkaufszentren im Ticino und zieht Besucher aus der Schweiz und Norditalien an. |
| 10   | Gäupark                   | 40'470               | 2000           | Egerkingen   | SO  | Mit 61 Shops gehört der Gäupark zu den grössten Shoppingcentern der Schweiz. |
| 11   | Parco Commerciale Grancia | 37'800               | 1993           | Grancia      | TI  | Der Grancia Commercial Park befindet sich am Stadtrand von Lugano in der Nähe der Autobahnkreuzung Lugano Sud. |
| 12   | Shopping Arena St. Gallen | 36'500               | 2008           | St. Gallen   | SG  | - |
| 13   | Marin Centre              | 36'000               | 1981           | La Tène      | NE  | Fast 2000 Parkplätze |
| 14   | Westside (Bern)           | 23'500               | 2008           | Bern         | BE  | Im ersten Betriebsjahr wurden im Westside 4,2 Mio. Besucher gezählt. Der erzielte Gesamtumsatz betrug 180 Mio. Franken. |
| 15   | Zugerland                 | 22'712               | 1979           | Steinhausen  | ZG  | - |
| 16   | Pilatusmarkt              | 21'500               | 2006           | Kriens       | LU  | Der Pilatusmarkt liegt im Entwicklungsgebiet Luzern Süd direkt an der Autobahnausfahrt A2 Ausfahrt Luzern-Horw. |
| 17   | Zentrum Regensdorf        | 21'000               | 1973           | Regensdorf   | ZH  | Das grösste Shoppingcenter im Zürcher Furttal. Das «Zänti» beherbergt 47 vielfältige Einrichtungen, darunter Verkaufsgeschäfte, Gastronomiebetriebe, ein Gesundheitszentrum, einen Fitnesspark sowie ein Hotel.                                      |
| 18   | Metalli                   | 20'383               | 1987           | Zug          | ZG  | 55 Geschäfte |
| 19   | Seedamm-Center            | 20'103               | 1974           | Pfäffikon    | SZ  | Ist das grösste Shopping-Center am Oberen Zürichsee. |
| 20   | Mythen Center             | 19'930               | 1972           | Schwyz       | SZ  | Nach Umsätzen stand das Center 2010 auf Platz 18 der Schweizer Einkaufszentren. |
| 21   | Länderpark                | 19'353               | 1980           | Stans        | NW  | Auf dem Dach des Länderparks steht eine Photovoltaikanlage. |
| 22   | Herblinger Markt          | 15'000               | 1979           | Schaffhausen | SH  | - |
| 23   | Einkaufszentrum Rosenberg | 14'600               | 1973           | Winterthur   | ZH  | - |
| 24   | Einkaufszentrum Sonnenhof | 13'000               | 1978           | Rapperswil   | SG  | - |
| 25   | Shopping-Center Schönbühl | 6'668                | 1967           | Luzern       | LU  | ältestes Einkaufszentrum der Schweiz |